# Mansa Magha
Mansa Magha war ein Herrscher (Mansa) des Malireiches in Westafrika und regierte in der ersten Hälfte des 14. Jahrhunderts. Er war der Sohn und Nachfolger des  Mansa Musa I., unter dessen Herrschaft das Reich seine größte Ausdehnung und wirtschaftliche Blütezeit erreichte. Über Mansa Magha selbst ist vergleichsweise wenig bekannt, doch seine Regierungszeit markierte eine Übergangsphase im politischen und wirtschaftlichen Gefüge des Reiches.

## Herkunft und Thronfolge
Mansa Magha war der Sohn von Mansa Musa I., der von etwa 1312 bis 1337 regierte und besonders für seine legendäre Pilgerreise nach Mekka (1324–1325) bekannt ist. Während dieser Reise ließ Mansa Musa seinen Sohn Magha als Regent in Mali zurück. Dies deutet darauf hin, dass Magha bereits zu Lebzeiten seines Vaters in die Regierungsgeschäfte eingebunden war.
Nach dem Tod von Mansa Musa bestieg Magha vermutlich um 1337 den Thron. Der arabische Historiker al-Umari berichtet, dass Musa seinen Sohn zu Lebzeiten als Nachfolger eingesetzt habe – eine Praxis, die im Mali-Reich eher unüblich war, da häufig Brüder oder Onkel den Thron erbten, nicht Söhne.

## Regierungszeit
Über die Regierungszeit von Mansa Magha ist nur wenig überliefert. Die Quellenlage ist spärlich, und es gibt kaum direkte zeitgenössische Berichte über sein Wirken. Es wird jedoch angenommen, dass seine Herrschaft relativ kurz war und er nicht dieselbe politische oder wirtschaftliche Bedeutung erlangte wie sein Vater.
Einige Historiker vermuten, dass Mansa Magha weniger erfolgreich war als sein Vorgänger, was möglicherweise zu einer Schwächung der zentralen Macht führte. Dennoch scheint das Reich unter seiner Führung stabil geblieben zu sein.

## Nachfolge
Mansa Magha wurde nach übereinstimmenden historischen Quellen von Mansa Suleyman, einem Bruder oder Verwandten von Mansa Musa, abgelöst. Suleyman regierte von etwa 1341 bis 1360 und ist bekannt für die Wiederherstellung der Ordnung im Reich sowie für diplomatische Kontakte mit Nordafrika und Europa.